# Калашников (компания)
Группа компаний «Кала́шников» — многопрофильный холдинг по производству продукции гражданского и военного назначения, предприятие в составе стрелкового сектора ВПК России, производитель боевого автоматического и снайперского оружия, управляемых артиллерийских снарядов, а также высокоточного оружия. Сегмент гражданской продукции включает охотничьи ружья, спортивные винтовки, станки и инструмент.
Продукция производится под тремя продуктовыми оружейными брендами: «Калашников» — боевое и гражданское оружие, «Байкал» — охотничье и гражданское оружие, «Ижмаш» — спортивное оружие. С 2015 года ведётся разработка дистанционно-управляемых боевых модулей, беспилотных летательных аппаратов и катеров специального назначения, а также разработка специальной одежды и снаряжения. Продукция группы компаний поставляется более чем в 27 стран.
Штаб-квартира располагается в Ижевске (Удмуртская Республика), официальное представительство находится в Москве.
25 % акций концерна принадлежит госкорпорации «Ростех», 75 % — частным инвесторам (Алексею Криворучко, Андрею Бокареву и Искандеру Махмудову).
Из-за вторжения России на Украину, «Калашников» находится под международными санкциями стран Евросоюза, США, Великобритании и ряда других стран

## История

### Основание (1807 год)

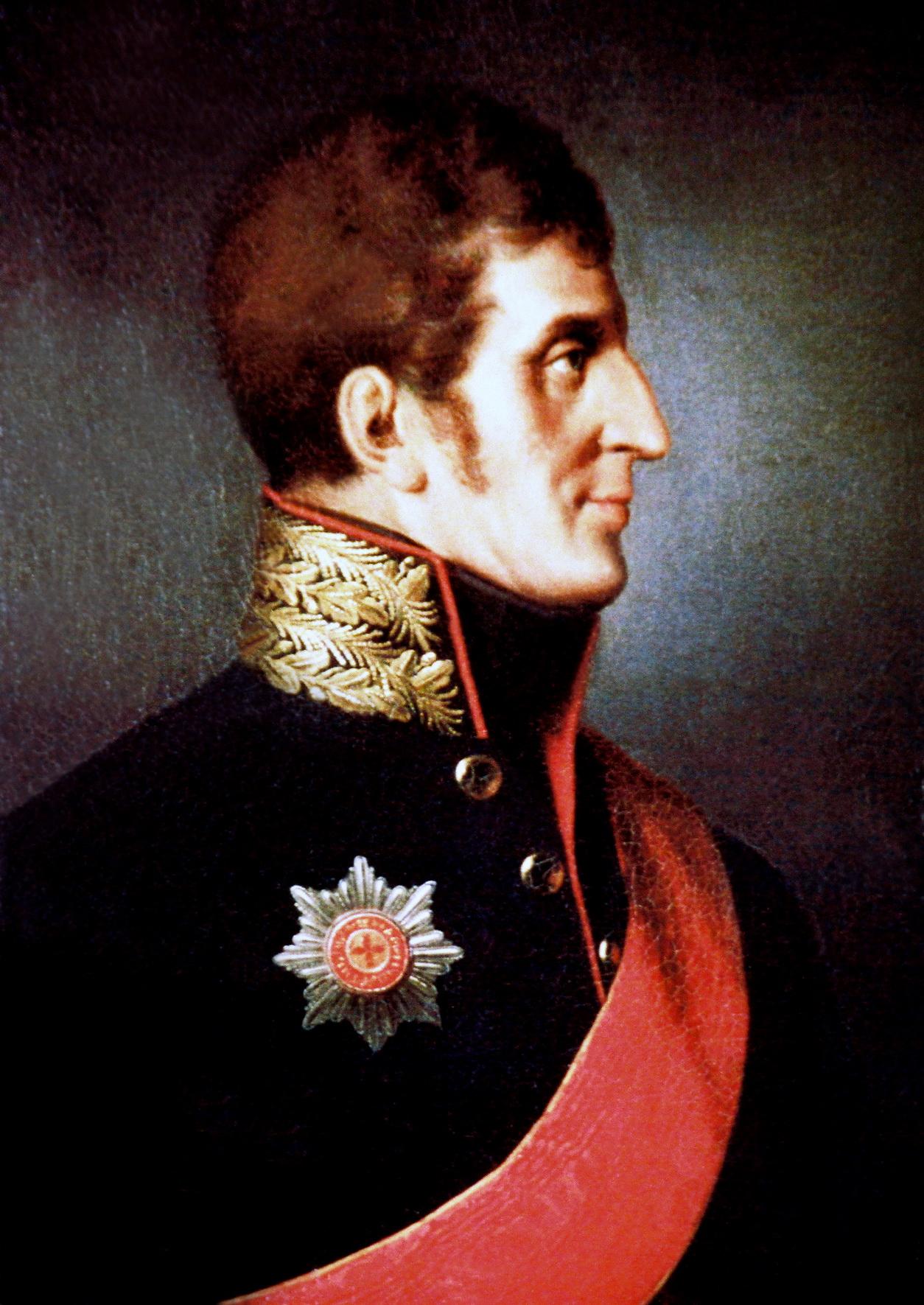
Портрет А. Ф. Дерябина

В 1754 году указом Елизаветы Петровны её фавориту графу П. И. Шувалову были на выгодных условиях переданы Гороблагодатские заводы с требованием увеличить производство металла. 15 сентября 1757 года Шувалов получил от Берг-коллегии разрешение на постройку трёх молотовых заводов: двух в Казанской губернии на Вотке и Частой и одного в Уфимской провинции на Кутмасе. Из этих заводов был построен только один — на Вотке, вместо двух других Шувалов построил Ижевский железоделательный завод, в 70 верстах к юго-западу от первого. Решение строить два новых завода для переработки гороблагодатского чугуна в районе Камы на Иже и Вотке было принято ввиду того, что на Урале в то время уже ощущался дефицит топливных и водных ресурсов. Доставлять чугун планировалось по рекам Чусовой и Каме. Камские заводы строились под непосредственным руководством А. С. Москвина и были запущены в 1759 (Воткинский) и 1760 (Ижевский) годах. На постройке обоих заводов и плотин (Воткинского и Ижевского прудов) были заняты приписные крестьяне из близлежащих поселений и мастеровые с Гороблагодатских заводов. П. С. Паллас, посетивший Ижевский и Воткинский заводы в 1769—1770 годах, отметил наличие обширных лесных дач, удачное расположение заводов, их высокую организованность и порядок, указывая на заслуги Москвина в этом.
В 1763 году завод перешёл в казённое управление. В 1774 году в ходе Пугачёвского восстания завод был захвачен и разрушен. 27 июня в завод вошёл сам Пугачёв. Начальник завода Венцель и другие руководители (всего 42 человека) были убиты.
Обострение военно-политической обстановки в Европе в конце XVIII века привело к необходимости строительства нового оружейного завода в восточных районах страны. С подачи А. Ф. Дерябина новый завод решили строить на базе существовавшего железоделательного завода на Иже. 28 октября 1808 года Ижевский железоделательный завод был передан в ведение Военного министерства. В дальнейшем Дерябину было поручено руководство строительством и самим заводом. Указ о строительстве Ижевского оружейного завода дан Александром I 6 февраля 1807 года. Открытие заводской оружейной конторы состоялось 10 июня 1807 года. Этот день считается днём рождения Ижевского оружейного завода.

### Первые годы (1807—1866)

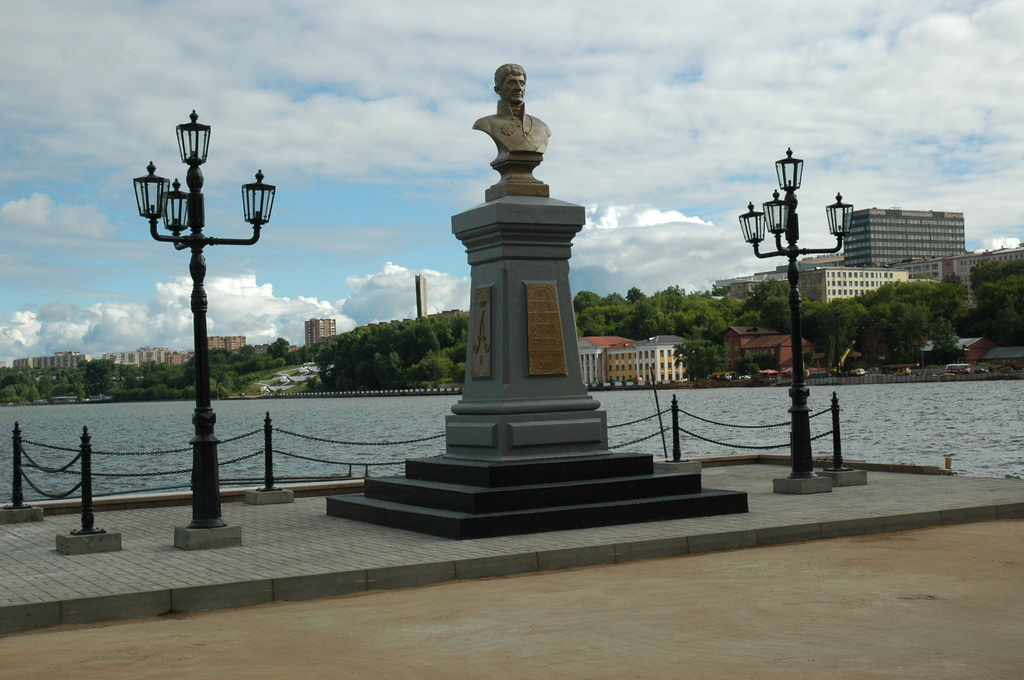
Бюст А. Ф. Дерябина на проезде им. Дерябина в Ижевске, на заднем плане Ижевский пруд

Оружейный завод успешно осваивал производство стрелкового оружия. Привлечённые Дерябиным иностранные специалисты (около 200 бельгийцев, французов и немцев) не только работали сами, но и обучали своему ремеслу русских мастеровых. Поскольку оружейный завод территориально был объединён с железоделательным, он не испытывал трудностей с обеспеченностью сырьём.

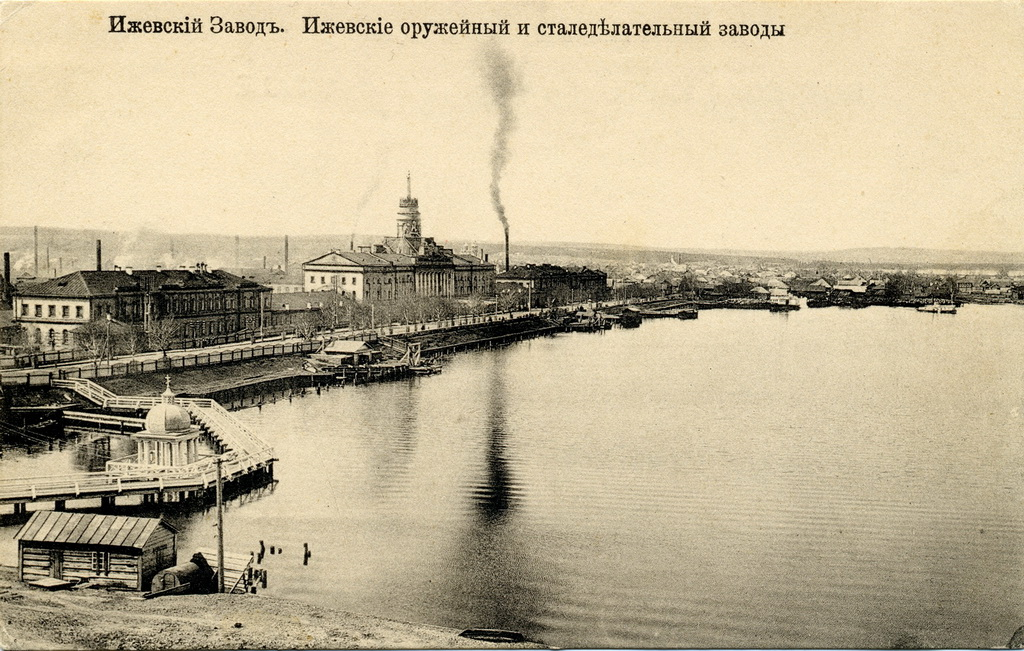
Ижевский оружейный и сталеделательный заводы

Осенью 1807 года на заводе было создано первое оружие — солдатские гладкоствольные семилинейные (калибра 17,7 мм) кремнёвые, заряжаемые с дула ружья с классической системой воспламенения. Прицельная дальность первых образцов составляла 200 метров при скорострельности до полутора выстрелов в минуту. Ружьё использовали два человека: один заряжал, второй стрелял.
Всего за 1807 год было произведено 7 ружей, 5 пистолетов и 6 тесаков; в 1808 году — 25, 14 и 14 соответственно. Большое внимание Дерябин уделял унификации деталей оружия.
Первая модификация ружей с ударно-капсюльным замком позволила выполнять стрельбу в дождь, избегая осечек из-за намокания пороха, однако ружья остались дульнозарядными.
К началу Отечественной войны 1812 года под руководством Е. Е. Грена на заводе был налажен серийный выпуск стрелкового и холодного оружия для русской армии. В первые четыре года войны предприятие изготовило 2 тысячи ружей, а уже во время войны завод сумел поставить армии М. И. Кутузова более 6 тысяч «кремнёвок», увеличив выпуск оружия в десять раз. За 1812—1814 годы на заводе было произведено 23 927 ружей и 8536 штук тесаков, что составляло соответственно 11 и 16 % от всего объёма отечественного производства огнестрельного оружия.
К 1812 году заводские работы в цехах Ижевского завода выполнялись по недельным урокам. Рабочий день длился с 4 до 19 часов. Оружейники получали сдельную оплату труда по итогам выполнения урока. Зарплата ижевских оружейников составляла 2—6 рублей в месяц, что было в 3 раза было меньше, чем на Тульском и в 6 раз меньше, чем на Сестрорецком заводе.
Самым массовым изделием стало русское пехотное гладкоствольное ружьё калибра 17,7 мм образца 1808 года для унификации вооружения пехоты. Производились также штуцеры — егерские, уланские, конногвардейские, карабины — кирасирские и гусарские, драгунские мушкеты, ружья винтовальные и егерские, мушкетоны кремнёвые образца 1809 года, заряжаемые картечью (в 1810 — 2,5 тысячи штук, в 1811 году — около 10 тысяч, в 1812 году — 13,5 тысяч). Производилось и холодное оружие — солдатские тесаки и ножны к ним (в 1812 году — 2,2 тысяч штук), гвардейские и пионерские тесаки, кирасирские палаши, драгунские сабли, короткие алебарды, артиллерийские и кавалерийские пики.
Увеличение производства оружия потребовало перевода складов, роль которых раньше выполняли небольшие приспособленные помещения, в специальное вместительное здание. В 1823—1825 годах по проекту архитектора Дудина для этих целей сооружён Арсенал, в здании которого с 1986 года находится Национальный музей Удмуртии. С оружейным заводом связано строительство и других исторических зданий Ижевска — в том числе возведённого в 1823 году Собора Александра Невского, святого покровителя оружейников.

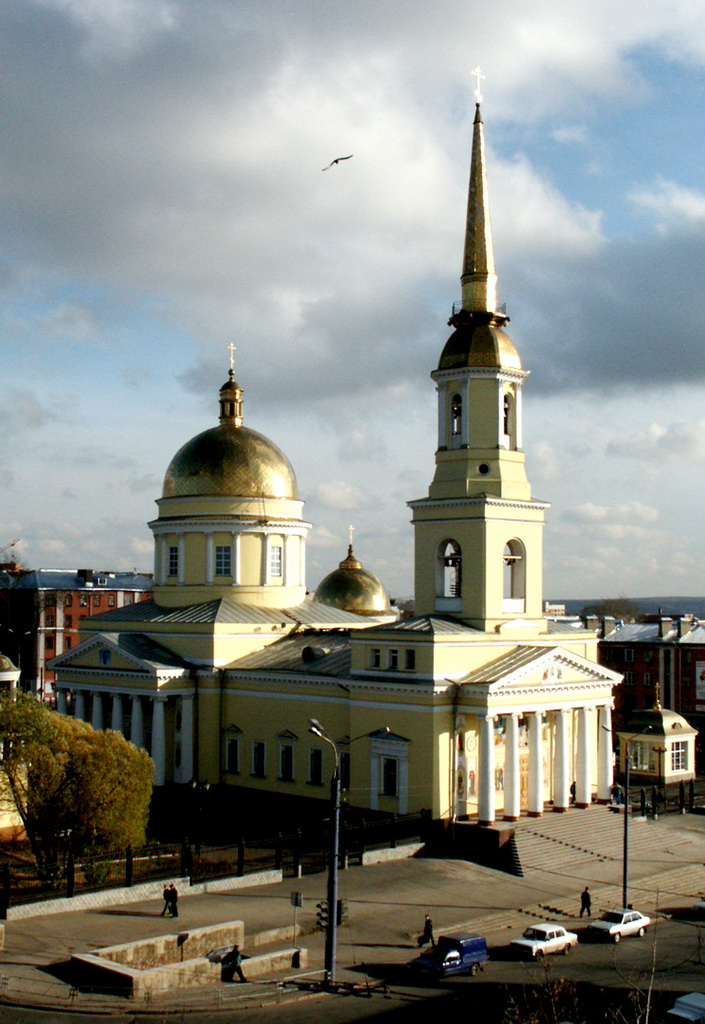
Собор Александра Невского, Ижевск

В 1812—1814 годах завод произвёл 24 тысячи ружей (11 % всех произведённых в стране), чем внёс свой вклад в победу над Наполеоном. В 1816 году на заводе работало 2847 человек, в том числе 18 иностранных мастеров. Из них 412 человек были заняты в железоделательном производстве, 2435 — в оружейном.
К началу 1820-х годов объёмы производства ружей достигли 20 тысяч штук в год. В 1845 году завод освоил производство капсюльных ружей и пистолетов, с 1857 года приступил к выпуску нарезного оружия. В 1855 на заводе был внедрён контуазский способ получения железа, вытеснивший кричный.
Гидравлическое хозяйство завода состояло из 60 деревянных водяных колёс в 1840-х годах, в 1850-х — 57 колёс. В 1858 году было установлено первое металлическое колесо в стволосверлильной фабрике. В 1841 году была предпринята безуспешная попытка установки паровой машины (первая паровая машина была установлена на заводе лишь в 1875 году). Чугун в объёме 120—130 тысяч пудов завод получал с Гороблагодатских заводов, медь до 1 тысячи пудов — с Пермских заводов. В качестве топлива использовались дрова, из которых ежегодно заготавливалось до 45 тысяч 20-пудовых коробов древесного угля.
Светским покровителем Ижевского оружейного завода считался тот, по чьему распоряжению он был основан, — император Александр I, который уделял предприятию большое внимание. В некоторых официальных документах завод даже именовали Камско-Ижевским Александровским. 4—5 октября 1824 года он лично посетил Ижевский завод.
Кроме пехотных начали выпускать ружья кирасирские, гусарские, конно-егерские, драгунские. В 1830—1840-х годах завод давал армии штуцер системы И. В. Гартунга. Производилось также казнозарядное крепостное ружьё системы Фалиса и абордажное ружьё для Балтийского флота. Создавались и пехотные старого и нового образца пистолеты новые и переправочные, холодное оружие, офицерские и солдатские кирасы.

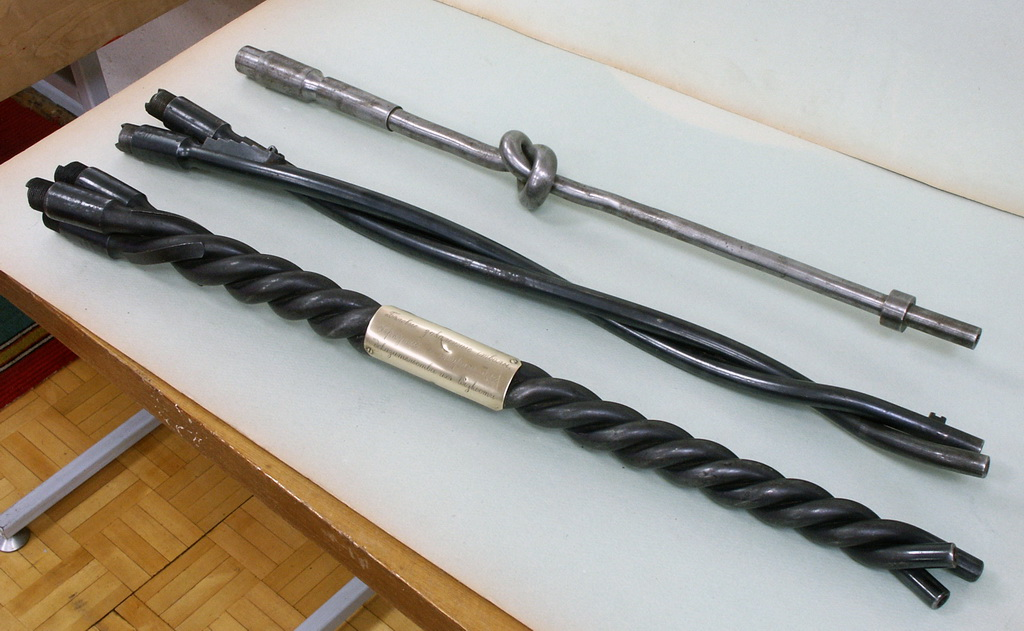
Скрученные стволы демонстрируют свойства металла

В 1835 году выпуск холодного оружия был официально прекращён — решено было сконцентрироваться на производстве огнестрельного оружия, и производство «белого» оружия было передано в Златоуст.
Постепенно был начат выпуск более совершённых образцов оружия. В 1843 году на вооружение был принят первый образец нарезного оружия — «люттихский штуцер» образца 1843 года для стрелковых батальонов, с прицельной дальностью до 400 м. В 1844 году было принято решение о переделке состоявших на вооружении кремнёвых ружей в капсюльные, более надёжные и скорострельные. С 1845 года на заводе начали производить новое ударное ружьё с капсюльным замком и уже за 1854 год было произведено более 39 тысяч ружей.
В годы Крымской войны на Ижевском заводе было произведено 130,5 тысяч ружей, из них почти треть — нарезные. Создавались и достопамятные ружья, которые дарились членам императорской фамилии, и призовое оружие, вручаемое офицерам за отличие в службе. Выпускалось также охотничье оружие. Но основным направлением всегда оставалось производство боевого оружия.
Всего за первые полвека работы Ижевского завода было произведено 672 308 кремнёвых ружей и пистолетов, 226 602 ударных ружья и пистолета, 58 262 нарезных ружья, множество холодного оружия. Со дня основания до 1866 завод изготовил около 1 млн ружей (33 % всей продукции оружейных заводов).
Позднее, на Ижевском заводе стали изготавливать капсюльную винтовку образца 1856 года, которая стала первой массовой нарезной винтовкой, принятой на вооружение русской армией.

### Аренда
В 1867 году ижевские оружейники «получили вольную» и с этого времени предприятие было отдано в арендно-коммерческое управление. С 1867 по 1884 годах заводом управляли три арендатора — Д. С. Фролов, П. А. Бильдерлинг и Г. И. Стандершельд, вклад в развитие производства внёс также брат знаменитого изобретателя Людвиг Нобель, управлявший предприятием вместе с Бильдерлингом.
Арендаторам удалось серьёзно модернизировать завод. К 1873 году было завершено переустройство завода на гораздо больший, чем ранее, выпуск оружия. А с 1874 года Ижевский завод стал называться не только оружейным, но и сталелитейным. В годы аренды получил серьёзное развитие станочный парк и заводская энергетика. Впервые была открыта телеграфная станция, появились телефонные линии, внутризаводской железнодорожный транспорт. Именно в эти годы на заводе (с началом производства берданок по военным заказам, в том числе для обеспечения армии в Русско-турецкой войне) окончательно сложилась специализация труда, обусловленная машинным производством всех частей ружейного механизма. Благодаря этому производство новых ружей возросло с 30—50 тысяч винтовок до 150 тысяч штук в год, соответственно нарастал и выпуск стали.
В 1876 году на заводе был запущен первый паровой молот, 1 февраля 1877 года запущена мартеновская печь с суточной производительностью до 250 пудов стали. В 1882 году были установлены 2 прокатных стана.
Выросла и номенклатура выпускаемого оружия. После Крымской войны армия требовала оружие, которое стреляло бы без отказа и могло заряжаться с казны. Требовалось переделать до 700 тысяч дульных винтовок, состоявших в 1866 году на учёте в войсках и арсеналах. Большое количество[сколько?] переделочного оружия поставил русской армии Ижевский завод — ударных ружей системы Терри-Нормана, игольчатых винтовок изменённой системы Карле. Но самым массовым переделочным оружием периода аренды стала скорострельная казнозарядная шестилинейная винтовка системы Крнка — первая в России под унитарный патрон системы Бердана с капсюлем-воспламенителем центрального боя. Завод выпускал также крепостное ружьё системы Крнка-Гана, делал в небольших количествах охотничьи штуцера для Сибири и по заказам отдельных полков поставлял холодное оружие.
Самым массовым изделием Ижевского оружейного в те годы стала малокалиберная четырёхлинейная винтовка системы Бердана, которая выпускалась с 1874 по 1891 годы.

### Казённое предприятие
1 июля 1884 года предприятие вернулось в казну, получив название «Ижевские оружейный и сталеделательный заводы». А с 1885 года император Александр III разрешил оружейным заводам принимать заказы на охотничье оружие и уже в том же году на Ижевском заводе началось производство охотничьих ружей.
На Сибирско-Уральской выставке 1887 года завод представил образцы литой стали, ствольные болванки, оружейные стволы, сверла и другие инструменты, охотничьи ружья, малокалиберные винтовки и штуцера. За выдающиеся успехи в изготовлении отечественного оружия Ижевский завод был награждён большой золотой медалью.
В 1890-е годы в связи перевооружением русской армии трёхлинейными винтовками Мосина, обладавшими высокими боевыми качествами, простотой устройства и надёжностью, производственные мощности Ижевского завода были увеличены. Производительность мартеновской печи была доведена в 1892 году до 135 тысяч пудов; в 1893 году была запущена вторая мартеновская печь, что позволило поднять объёмы выплавки стали до 240 тысяч пудов в 1893 году и 384 тысяч пудов в 1895 году. В 1896 году Ижевский завод производил по тысяче винтовок в день. Кроме того, сталеделательный завод поставлял полуфабрикаты стволов в Тулу и Сестрорецк. За своё высокое качество стволы ижевского производства завоевали гран-при на Всемирной выставке в Париже в 1900 году.
В 1907 году были созданы три модификации винтовки (пехотная, драгунская, казачья) и карабин Мосина, началось их серийное производство.
В начале XX века численность заводского персонала составляла около 8000 человек.

### Столетие завода (1907 год)
В 1907 году завод отметил своё столетие. За 100 лет своего существования предприятие произвело более 4 миллионов единиц самого разнообразного оружия. В ходе торжеств, посвящённых этой дате, 10 июня был установлен памятник основателю Ижевского оружейного завода А. Ф. Дерябину, 4 ноября освящён Храм Михаила Архангела.

… . а) Винтовок. Оружейным заводам даны были наряды на изготовление 65 618 3‑лин. винтовок обр. 1891 г. и на переделку 46 550 винтовок. В счёт этого количества, по 1 декабря 1909 года, заводы изготовили 68 670 винтовок и переделали 31 950.

Ижевскому оружейному заводу, кроме того, дан был наряд на изготовление 21 157 3‑лин. карабинов, в счёт которого, по 1 декабря 1909 г., изготовлено — 8496 карабинов. …— Из Всеподданнейшего доклада по Военному министерству о мероприятиях и состоянии всех отраслей военного управления за 1909 год

### Первая мировая война (1914—1918 годы)
С началом войны на заводе стала проводиться реконструкция, начался развёрнутый приём работников. За годы войны численность заводчан возросла почти в три раза, рядом с мужчинами работали женщины (около 2 тысяч) и дети. Часть рабочих была прислана с Петербургских заводов (Путиловского и Обуховского). Заводские мощности расширились вдвое: выпуск стали с запуском 4-й мартеновской печи был увеличен с 1137 тысяч пудов в 1914 году до 2340 тысяч пудов в 1916 году.
Неуклонно рос выпуск трёхлинеек, достигнув максимального объёма 2200 штук в день. Для увеличения объёмов производства винтовок в 1915—1916 годах было приостановлено производство снарядов, возобновлённое в 1917 году. На Ижевском заводе производились также патроны, гранаты, снаряды для трёхдюймовок, шрапнели для полевых гаубиц, щиты для пушек и пулемётные детали, кинжалы «Бебут», кинжалы и стволы к автоматическим винтовкам Фёдорова и кинжалы кривые с лопастями. Продолжительность рабочего дня достигала 12—13 часов.
Ижевский завод увеличил выпуск винтовок с 82 тысяч штук в 1914 году до почти 505 тысяч штук в 1916 году и почти втрое увеличил выпуск тигельной стали. Всего за годы Первой Мировой завод поставил фронту 1,5 млн винтовок (43 % всего объёма производства в стране), 3,8 миллиона винтовочных стволов (52 % всего объёма производства в стране), 200 тыс. пулемётных стволов (79 % всего объёма производства в стране), 1 миллион артиллерийских снарядов. К лету 1917 года на заводе работало 34 197 человек.

### 1918—1940 годы

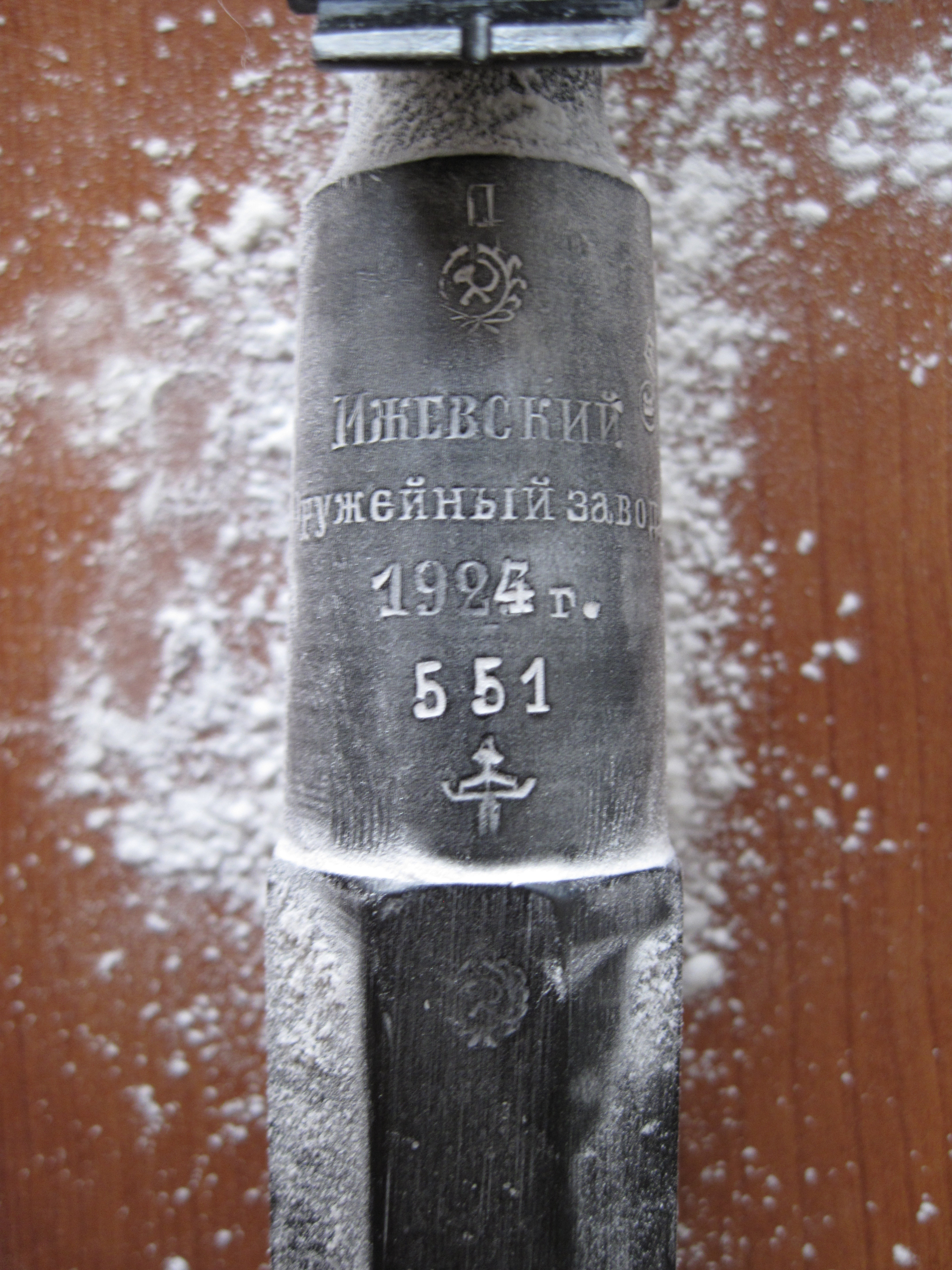
Клеймо на винтовке Мосина выпуска 1924 года с шестигранной ствольной коробкой, Ижевский оружейный завод

В августе 1918 года в Прикамье началось антибольшевистское Ижевско-Воткинское восстание, но в ноябре Красная Армия заняла завод. В апреле 1919 Ижевский завод был занят Белой Армией под руководством Колчака, в июне — снова красными. В результате боевых действий бо́льшая часть оборудования была выведена из строя или вывезена, серьёзный удар был нанесён по квалифицированным кадрам.
Но завод сумел сохранить свой потенциал — уже в августе 1920 года было изготовлено 48 тысяч винтовок. В годы Гражданской войны было начато и производство новинок: ствольных коробок для ружей-пулемётов системы Фёдорова, патронов. Развивалось металлургическое производство, производство инструмента.
В июне 1921 года большевики перенсли административный центр автономной области был из Глазова в Ижевск. Осенью 1923 года была представлена программа реконструкции, очистки и конверсии завода. Был возобновлён выпуск охотничьего оружия: осенью 1921 года была произведена первая партия охотничьих винтовок Бердана, а в 1922 году на базе завода открыта Первая государственная фабрика охотничьих ружей. Возобновился выпуск двустволок-бескурковок «Пипер». До 1926 года также изготовлялись ружья системы «крестовик» и шомпольные одностволки. Самым массовым изделием в те годы сначала была берданка, с 1926 года начался выпуск новых дробовых одноствольных ружей центрального боя «Иж-5» («Ижевск-Джонсон»). В середине 1930-х годов освоено производство охотничьих ружей «Иж-БК», «Иж-Б-36» и «Иж-БК-36». Выпускалось и спортивное оружие — ружьё системы Смирновского, пневматическое спортивное ружьё «ПСР».
В 1920-х годах началось производство разных видов гражданской продукции. Ижевский завод штамповал железнодорожные буферы, выпускал молибденово-кислый аммоний, бархатные напильники, приспособления и агрегаты для крестьян. Создание завода по выпуску эффективного цементирующего порошка «Березоль» положило начало химической промышленности города. Председателем комиссии по производству цементирующего порошка «Березоль» в 1922 году был назначен будущий доктор технический наук, учёный-метролог Виктор Махровский, в ту пору — инженер, заведующий инструментальным производством Ижевского оружейного завода. Весной 1925 года на заводе начато производство коленчатых валов для авиамоторов.
В декабре 1928 года на предприятии были произведены первые советские мотоциклы Иж-1. В 1933 года с привлечением специалистов и оборудования предприятия в Ижевске был создан мотозавод. В 1930 году на Ижстальзаводе было организовано самостоятельное станкостроительное производство. В том же году станкострой начал выпускать первые станки, а в 1937 году отправил первую экспортную партию в Голландию.
В 1933—36 годах на заводе, впервые в СССР, изготовлены пять мощных коленчатых валов из специальных сталей — в том числе для самолётов «АН-1», «АНТ-25» и других. Развивалось инструментальное производство, металлургия и энергетика. В 1930 году на заводе появился новый деревообрабатывающий цех. 29 декабря 1934 года началась промышленная эксплуатация созданной при заводе Ижевской ТЭЦ.
Одним из главных результатов масштабной реконструкции завода стало освоение ряда новых образцов оружия. К 1930 году в Ижевске была проведена модернизация драгунской винтовки Мосина. Она получила официальное название «трёхлинейная винтовка С. И. Мосина образца 1891/1930 гг.» и была принята на вооружение армии и флота. На её базе была создана и первая снайперская винтовка, принятая на вооружение в 1931 году. Для развития проектирования и производства оружия в апреле 1933 года на заводе открыто «Бюро новых конструкций» (БНК), в котором отныне стали проводиться все разработки в области оружия (сегодня эти работы проводятся в конструкторско-оружейном центре АО «Концерн „Калашников“»).
В 1936 году была принята на вооружение автоматическая винтовка АВС-36, на заводе началось её серийное производство, однако в июне 1939 года Сталин приказал снять АВС-36 с производства и перейти на выпуск самозарядной винтовки Токарева. Кроме того, разработана технология выпуска авиапулемётов, авиапушек и противотанковых ружей.
В июле 1938 года вышло постановление Совнаркома СССР о прекращении выпуска охотничьего и спортивного оружия на оборонных заводах страны, эту продукцию должен был со следующего года освоить наркомат местной промышленности РСФСР. В Ижевске начали оборудование фабрики охотничьих ружей, станки, инструменты и кадры для которой предоставлял Ижевский завод.
В 1939 году завод № 180 был разделён на два завода — металлургический № 71 и машиностроительный № 74, в ведении которого было оставлено производство оружия. Между машиностроителями и металлургами сохранилось тесное сотрудничество.
В предвоенные годы было освоено дорнирование ствола. Были изготовлены опытные партии дорнированных заготовок стволов пулемётов для Ковровского механического завода, чуть позже такие операции были освоены и для стволов ижевских трёхлинеек.

### Великая Отечественная война (1941—1945 годы)
Освоение всех видов стрелкового оружия происходило в годы войны быстрыми темпами — уже в 1941 году выпуск винтовки Мосина достиг 12 тысяч штук в сутки. В ноябре 1941 года меньше чем за месяц было освоено изготовление противотанкового ружья Дегтярёва. 15 ноября 1941 года завод получил срочный государственный заказ на изготовление противотанкового ружья Симонова — и в январе 1942 года первые 300 штук были переданы заказчику. Ускоренно велось освоение авиационных пулемётов Березина УБ-12,7, также был налажен выпуск пистолета ТТ и револьвера Нагана на оборудовании, эвакуированном с Тульского завода.
В 1942 году началось освоение 20-мм авиапушек ШВАК и 37-мм НС-37. Освоена снайперская винтовка с кронштейном образца 1942 года и оптическим прицелом ПУ. Изготовлено более 3,5 млн винтовок всех видов и около 25 тысяч авиационных пулемётов. Для других предприятий было изготовлено около полутора миллионов стволов к различным типам стрелкового оружия, а также большая номенклатура оснастки и инструмента.
20 июля из завода № 74 выделен завод № 622 (впоследствии Ижевский механический). Часть оборудования была взята с Ижевского машиностроительного завода, часть — с эвакуированных в Ижевск Тульского оружейного и Подольского механического заводов. В годы войны завод № 622 выпускал противотанковые ружья Дегтярёва — Симонова, пистолеты ТТ, револьверы системы Нагана, ракетницы, запальные трубки.
В 1943 году было произведено около 3 млн винтовок различных типов, более 40 тысяч авиапулемётов Березина и около 4800 авиапушек Нудельмана — Суранова. Кроме того, завод произвёл 120-мм мины к полковому миномёту и большое количество стволов. К концу года выпуск стрелкового оружия впервые превысил заявки фронта.
В 1944 году в производство были запущены 7,62-мм карабин образца 1944 года (модификация винтовки Мосина), авиадесантная пушка Чарнко — Комарницкого. В октябре был начат выпуск 20-мм авиапушки Березина Б-20. Через два месяца её производство возросло на 285 %.
В 1945 году производство оружия выросло почти в три раза по сравнению с 1941 годом. За 4 года войны завод произвёл стрелкового оружия столько же, сколько за все 92 довоенных года. В 1945 году Ижевский машиностроительный выпускал 20 видов военной техники. Всего за годы войны было произведено 11 145 547 винтовок и карабинов, 131 866 авиационных пулемётов, 81 901 станковый пулемёт, 14 955 авиационных пушек, 1,5 млн ствольных заготовок.

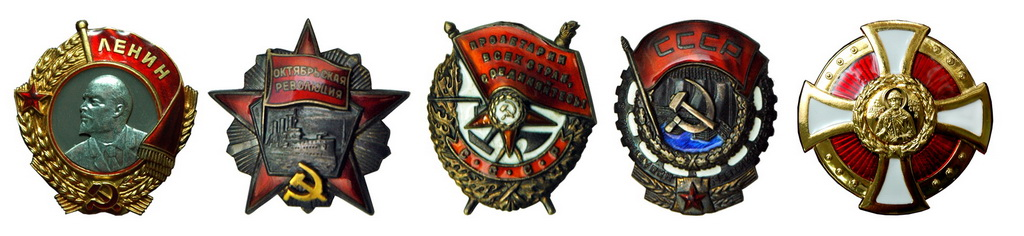
Ордена завода

За это время коллективу Ижевского машиностроительного завода 10 раз вручалось переходящее Красное Знамя победителя во Всесоюзном социалистическом соревновании. 18 января 1942 года завод был награждён орденом Ленина за образцовое выполнение заданий по производству и освоению новых видов вооружения, а 20 октября 1944 года — орденом Красного Знамени за заслуги в деле организации производства стрелкового вооружения и за создание новых образцов стрелкового и авиационного вооружения. На вечное хранение ему было вручено Знамя Государственного Комитета Обороны. За совершенствование технологии и организации производства стрелкового оружия инженерам С. С. Гиндинсону, Н. И. Палладину, А. Я. Фишеру, В. П. Болтушкину были присвоены звания лауреатов Сталинской премии.

### Послевоенные годы
После войны началась конверсия завода, увеличение объёмов выпуска продукции гражданского назначения. Завод начал выпускать сельхозинвентарь, мебель, коньки для хоккея. Развивалось станкостроение и инструментальное производство. Одним из важнейших видов конверсионной продукции тех лет стали мотоциклы «Иж», выпуск которых был возобновлён уже с 1945 года. За многолетнюю историю на Ижмаше были выпущены десятки моделей, в 1991 году с конвейера сошёл 10-миллионный мотоцикл.

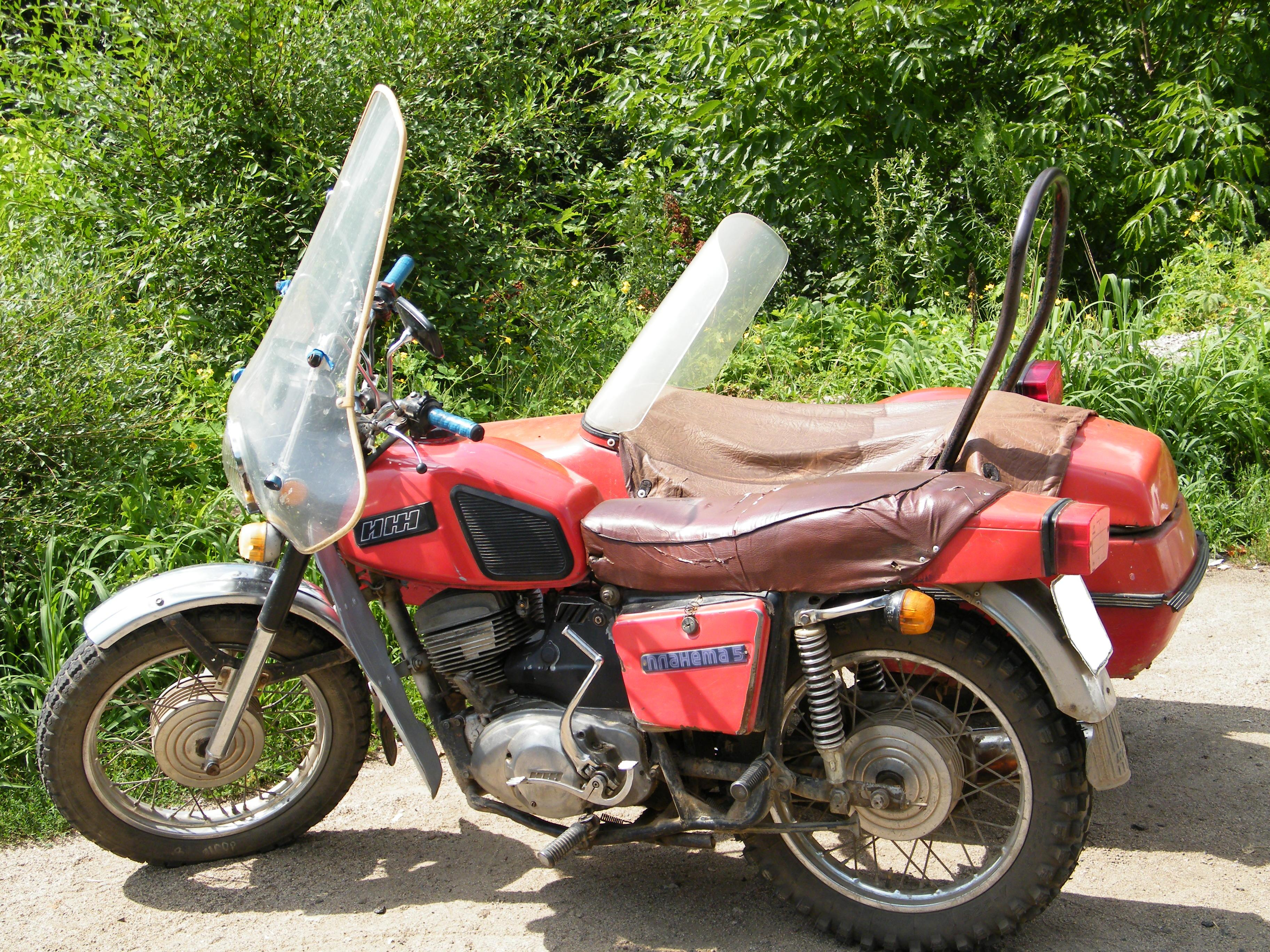
Иж Планета-5

С 1950 года на машиностроительный завод с мотозавода передано производство электропил.
В начале 1950-х возникла необходимость в переоснащении ПВО страны более совершенными системами раннего обнаружения самолётов и ракет противника. Для этого были необходимы электровакуумные приборы (магнетроны), производство которых было освоено на заводе с нуля. В 1969 году на базе подразделения по производству магнетронов было начато освоение выпуска средств технического обслуживания и ремонта (СТОР) управляемого вооружения. Всего с тех пор на «Ижмаше» было разработано более 40 типов СТОР.
В 1957 году созданы первые носители метеорологических головок «С-325 Б», которые помогли исследовать атмосферу Земли и получить данные о различных параметрах ближнего космоса. Уже в 1961 году прошли первые пуски двух- и трёхступенчатых ракет на твёрдом топливе «М-100», «М-7», «ММР-06». А в начале 1970-х годов на заводе завершена разработка самых совершенных комплексов «М-100Б» и «М-120». Трёхступенчатая метеоракета «М-100» экспонировалась на ВДНХ.

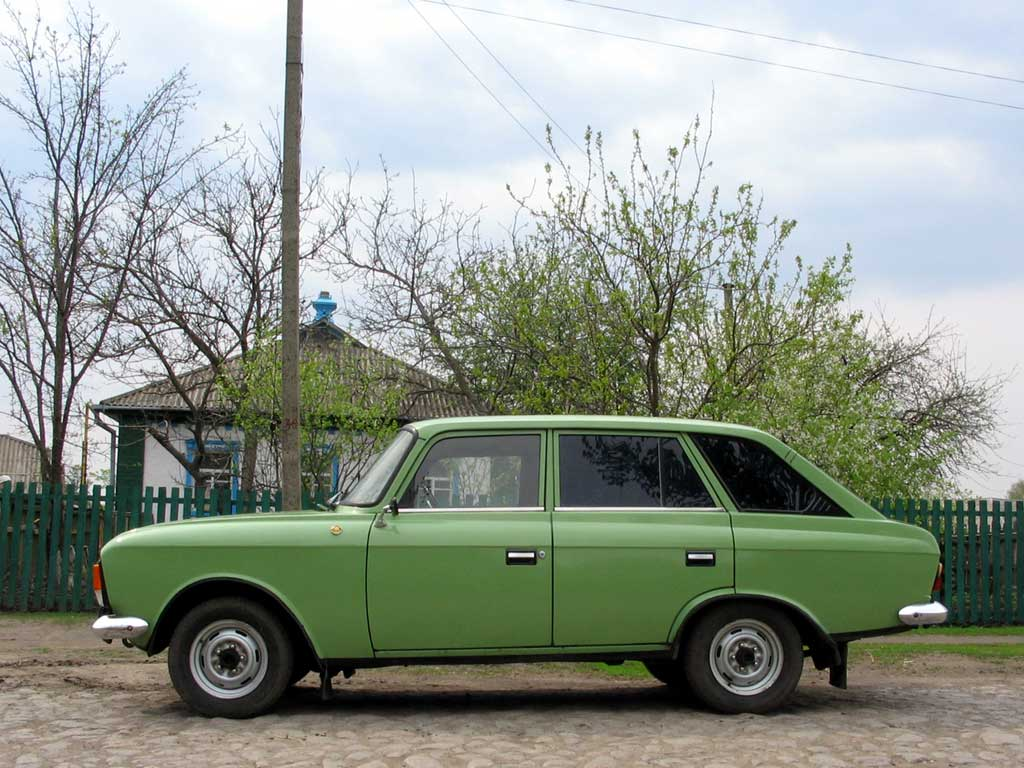
Автомобиль «Иж-Комби»

В 1965 году основные силы были брошены на строительство Ижевского автомобильного завода и производство автомобилей, которые были организованы при поддержке секретаря ЦК КПСС Дмитрия Фёдоровича Устинова в связи с возросшим благосостоянием и спросом населения и для создания внутренней конкуренции автомобилям АЗЛК и ВАЗ. 12 декабря после завершения монтажных работ выпущен первый серийный ижевский автомобиль «Москвич-408» с эмблемой «Иж». Все детали и комплектующие автомобиля поначалу поставлялись заводом АЗЛК.
Были созданы целевые спортивные винтовки «ЦСВ-1», «С-49», произвольные винтовки «ЦВ-50» и «МЦВ-50» под 7,62 и 5,6 мм винтовочные патроны. С 1955 года под руководством Евгения Фёдоровича Драгунова ведётся разработка более совершенных целевых винтовок. Успехом пользовались модели «Зенит» (7,62 мм) и «Стрела» (5,6 мм). В 1956 году закончено создание новых произвольных винтовок «Зенит», «Стрела» и облегчённых винтовок «Тайга» и «Зенит-2», в 1961—1963 гг. — 7,62 мм винтовки «Зенит-3» и 6,5 мм винтовки «Зенит-4». В 1958—1964 годах были отработаны и поставлены на серийное производство винтовки «БО-59», «МБО-1» и «МБО-1М». В 1962—1969 годах серийно производится винтовка «Стрела-3». Самой массовой моделью тех лет стала стандартная малокалиберная винтовка «СМ-2», которая выпускалась с 1964 года.
В 1959 году для сборной СССР по биатлону для выступления на Олимпиаде в Скво-Вэлли были изготовлены винтовки «Биатлон-59». В 1961 году была запущена в серийное производство спортивная винтовка «Биатлон 7,62».

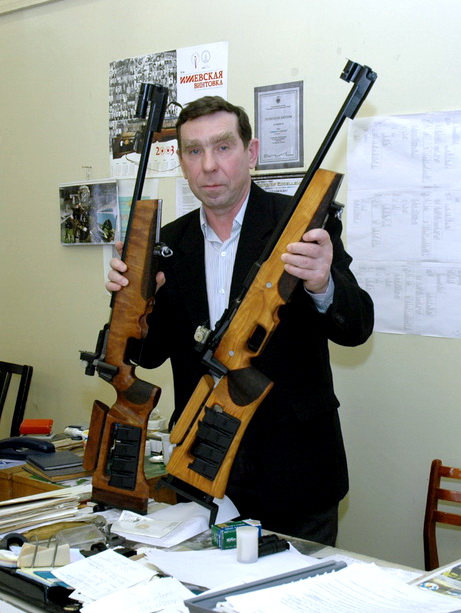
Конструктор винтовки «Биатлон» В. Ф. Суслопаров

В 1970 году выпускается облегчённая винтовка «БИ-4» для стрельбы патроном кольцевого воспламенения. В том же году разработана винтовка «БИЛ-6,5», а в 1971-м — «Биатлон-5», с которой А. И. Тихонов в 1972 и 1976 годах стал олимпийским чемпионом в эстафете, в 1977 году выиграл кубок мира с присуждением ему звания «Мистер Биатлон-77», Н. К. Круглов на зимних Олимпийских играх 1976 года завоевал 2 золотые медали.
В 1963 году была запущена в серийное производство винтовка «БК» для стрельбы патроном кольцевого воспламенения по мишени «Бегущий кабан», в 1965-м — «БК-2», позже — «БК-5». С 1967 г. начато производство стандартной винтовки «Урал», впоследствии ряд «Уралов» был продолжен. В 1970 году начала выпускаться произвольная винтовка «Тайфун-1» — крупнокалиберная, обладающая высокой меткостью стрельбы. Для достижения более высокой кучности стрельбы с 1975 года начат выпуск винтовки «БК-3».
Наряду с разработкой и изготовлением спортивного оружия постепенно возобновлялось производство охотничьего. Первые послевоенные годы гражданскую нишу в основном занимали охотничьи ружья, в том числе — новых моделей: ИжБ-44, «ТОЗ-32» («Р-32») и др. В 1957 году начинается разработка нарезных охотничьих карабинов. В 1960 году был разработан карабин «Барс» под охотничий патрон 5,6х39, под патрон 9x53 — карабины «Медведь» в 1961 году и «Лось» в 1964-м.
C 1969 по 1982 годы высшую категорию с присвоением государственного Знака качества получили 15 изделий, причём охотничий карабин «Барс» — 4 раза, «Лось» — 3 раза, винтовки «Тайфун-1», «Тайфун-3» и «БК-3» — по 2 раза.
В 1948 года под руководством Драгунова началась работа по модернизации снайперской винтовки образца 1891/1930 годов, была создана и новая модель — модернизированная снайперская винтовка «МС-74», которая на полигонных испытаниях показала преимущество перед моделью С. Г. Симонова. 3 июля 1963 года на вооружение Советской Армии принята самозарядная снайперская винтовка СВД.
В конце 1946 года в Ижевск была привезена группа немецких конструкторов-оружейников: Хуго Шмайсер — изобретатель первой в мире штурмовой винтовки StG 44; Карл Барнитцке — главный конструктор фирмы Gustlof Werke и его заместитель Оскар Шинк; создатели пулемёта MG42 Вернер Грунер и Курт Хорн (фирма «Гроссфусс») и другие (всего 16 человек). Немецкие инженеры работали в КБ машиностроительного завода (тогда завод № 74) до лета 1952 года.
С 1948 года на Ижевском машиностроительном заводе начинается выпуск 7,62 мм «автомата Калашникова».

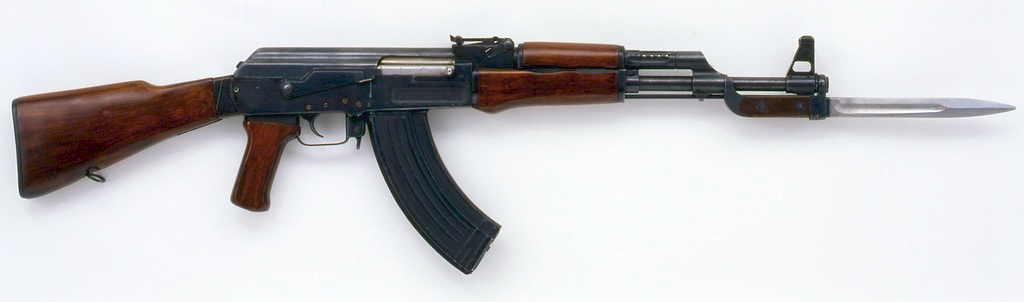
Автомат Калашникова с примкнутым штык-ножом 6Х2

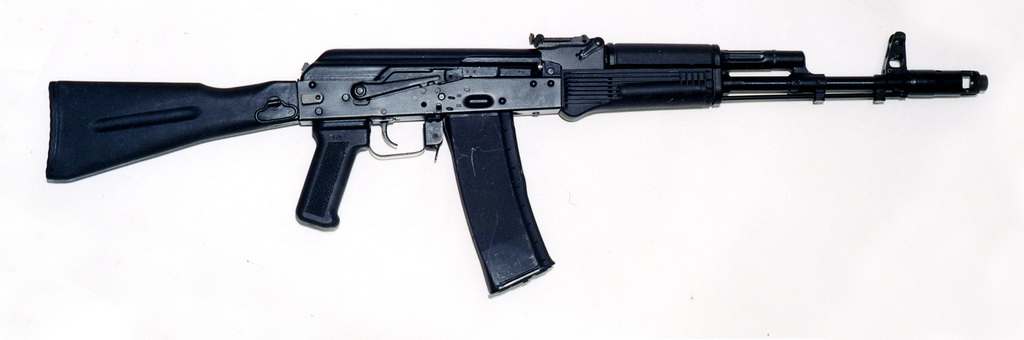
АК-101

В начале 1949 года машиностроители вышли на уровень серийного производства автомата Калашникова. Для этого потребовалось оперативно спроектировать и изготовить множество видов технологической оснастки: 2470 калибров, 1105 режущих инструментов, 865 приспособлений, 171 штамп, перепланировать размещение 824 единиц производственного оборудования. Автомат был разработан сразу в двух вариантах: первый — для стрелковых и мотострелковых частей — имел постоянный приклад, второй — для воздушно-десантных частей — складывающийся.
В 1959 году на заводе начат выпуск модернизированного 7,62 АКМ в нескольких модификациях. В том же году принят на вооружение ручной пулемёт Калашникова РПК. На базе АКМ и РПК был создан унифицированный комплекс стрелкового оружия — АКМС, АКМН, АКМСН, РПКН, РПКСН. В 1961—1962 годах принят единый пулемёт ПК с разновидностями ПКТ и ПКБ. Производство этого первого в мире унифицированного комплекса стрелкового оружия было рассредоточено по нескольким заводам страны, и Ижевский машиностроительный стал головным предприятием по установлению единства контрольной измерительной базы при изготовлении автоматов и ручных пулемётов разных модификаций. Предприятию доверили разработку минимально необходимой номенклатуры контрольных калибров, определяющих нормальную собираемость и взаимозаменяемость деталей всех изделий унифицированного комплекса.
В 1974 году были приняты на вооружение новые унифицированные 5,45 мм семейства автоматов — АК74, АКС74, АК74Н, АКС74Н — и ручных пулемётов — РПК-74, РПКС-74, РПК-74Н, РПКС-74Н. В 1979 году в это же семейство вошли укороченные автоматы АКС74У и АКС74УН.
1 июля 1957 года в знак высокой признательности за заслуги в ознаменование своего 150-летия завод был награждён орденом Трудового Красного Знамени.

### Преобразование в «Ижмаш»
8 апреля 1975 года Ижевский машиностроительный завод преобразован в производственное объединение «Ижмаш».
С 1967 по 1971 годы на автозаводе Ижмаша вводились в строй собственные производственные линии, которые были лицензированы со стороны Renault и строились с помощью французских специалистов. В 1973 году в серийное производство был запущен первый и на более чем десятилетие единственный в СССР легковой хетчбэк Иж-2125 («Иж-Комби»). Проектная мощность автозавода была доведена до 200 тысяч в год, хотя фактический выпуск автомобилей был несколько меньше. В 1980-е годы автозавод выделился в самостоятельное предприятие «Ижмаш-Авто», ставший позднее компанией «ИжАвто». С 1969 года автозавод стал филиалом Ижмаша
В 1984 году на Ижмаше были начаты работы по освоению управляемых артиллерийских снарядов «Краснополь», «Китолов» и других. В этом же году предприятию было присвоено имя Д. Ф. Устинова, работавшего на заводе в 1933 и 1934 годах.
В 1991 году был принят на вооружение автомат АК74М, который стал базой для последующего создания «сотой» серии автоматов Калашникова. В 1993 году был разработан ПП-19 «Бизон», который выпускается в нескольких вариантах и принят на вооружение правоохранительных органов России. В 1994 году на вооружение был принят созданный на «Ижмаше» автомат Никонова — АН-94 «Абакан». Его создатель Геннадий Николаевич Никонов всю жизнь проработал на «Ижмаше». Дальнейшим совершенствованием автомата на предприятии занимаются его ученики.
В 1994 году завод был акционирован.
В 1995 году на вооружение была принята снайперская винтовка со складывающимся прикладом — СВДС. В 1998 году разработана снайперская винтовка СВ-98, в следующем году — снайперская винтовка СВ-99. Сегодня это оружие состоит на вооружении ряда спецподразделений России, а на «Ижмаше» продолжаются дальнейшие работы по разработке снайперских винтовок.
На заводе создавались также новые виды спортивного и охотничьего оружия. Самым известным стало семейство «Сайга» — охотничьи карабины на базе автоматов Калашникова, развитие которых началось с выпуска в 1992 году «Сайги» под патрон 7,62х39. Сегодня это и другие семейства охотничьего и спортивного оружия — такие как «Барс», «БИ-7-2КО», «Коршун», «Лось», «Медведь», «СМ2КО», «Соболь», «Тигр».
В 1994 году по инициативе работников «Ижмаша» и Ижевского механического завода создан Союз российских оружейников, президентом которого стал Михаил Тимофеевич Калашников. Первым вице-президентом СРО является Алексей Криворучко.
В 1995 году при Ижевском оружейном заводе была воссоздана Школа оружейного мастерства, через два года Правительством Удмуртской республики ей было присвоено имя основателя завода Андрея Фёдоровича Дерябина.

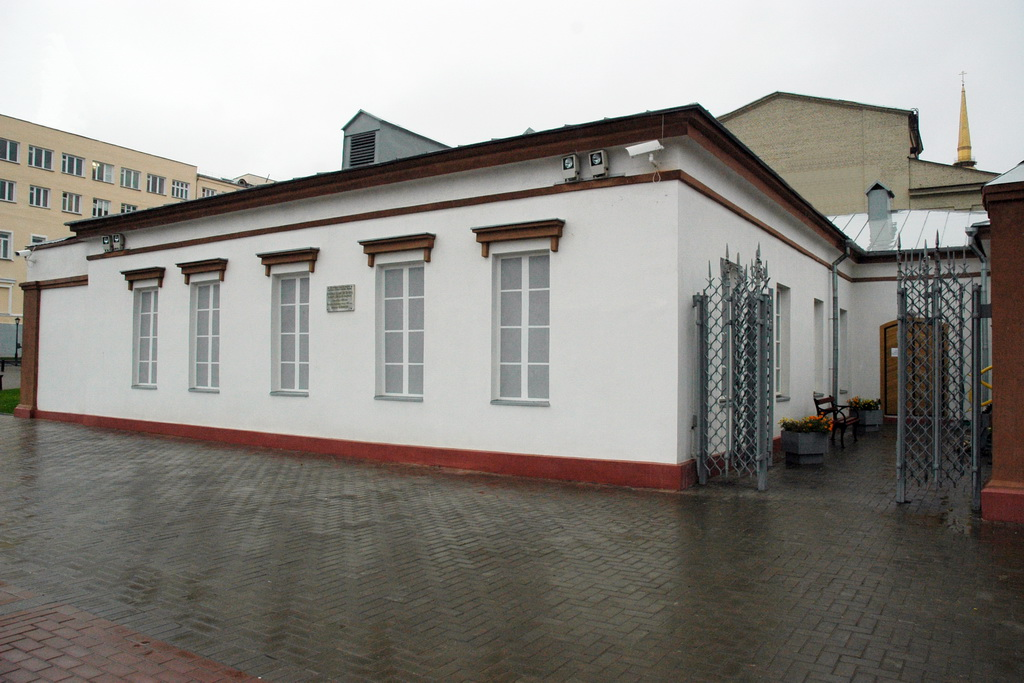
Здание музея «Ижмаш» на улице Свердлова

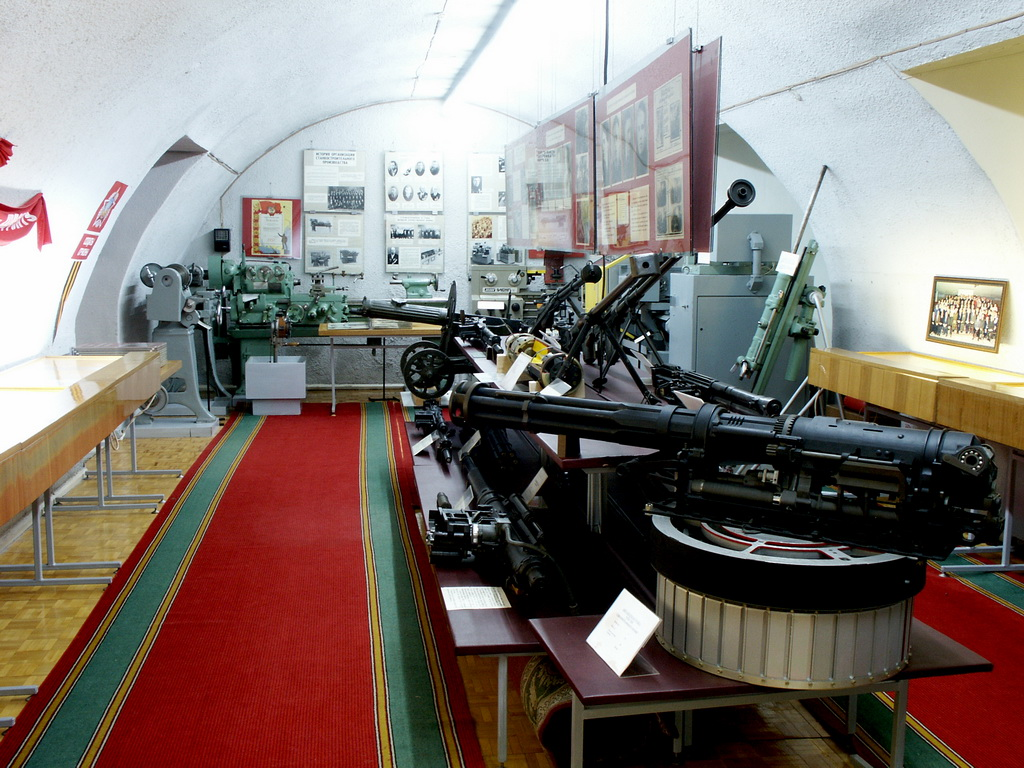
Экспозиция музея «Ижмаш»

Памятник ижевским оружейникам

На 200-летнем юбилее предприятия в 2007 году Патриарх Московский и всея Руси Алексий II, проводя литургию в Ижевске, поблагодарил оружейников за их службу на благо России и благословил на новые свершения. За заслуги завода перед Отечеством Патриарх вручил коллективу «Ижмаша» одну из высших наград Русской Православной церкви — Орден Святого благоверного великого князя Димитрия Донского II степени. Также к юбилею был открыт Памятник ижевским оружейникам.
В 2008 году Ижевский машиностроительный завод был назначен головной компанией холдинга по производству комплексов вооружений ближнего боя в составе госкорпорации «Ростехнологии». В холдинг вошли крупнейшие производители стрелкового оружия, патронов и средств ближнего боя, в том числе: ФГУП «Ижевский механический завод», ОАО «КБАЛ им. Л.Н. Кошкина», ОАО «НИТИ „Прогресс“» (г. Ижевск).
В 2008 году была выпущена новая модификация винтовки для биатлона — «БИ-7-4 исполнение 09» с усовершенствованной конструкцией и улучшенным дизайном.
В 2010 году ГК «Ростехнологии» провела аудит Группы компаний «Ижмаш», который показал неудовлетворительное состояние компании. Как выяснилось, в группу входило около сотни юридических лиц, часть из которых находилась в стадии банкротства и ликвидации. Большинство же из фактически действующих 32 юридических лиц имело многоуровневую систему управления, дублирующие функции и высокие накладные расходы. Суммарные обязательства группы на начало 2011 года составляли около 19 млрд рублей, на предприятии были задержки выплат заработной платы рабочим до полугода, изношенные производственные фонды, а уровень загрузки современного оборудования не превышал 20 %. 6 апреля 2012 года Арбитражный суд Удмуртии признал ОАО «Ижмаш» банкротом. На базе обанкротившегося предприятия было создано ОАО «НПО „Ижмаш“». В октябре 2012 года на территории завода состоялся стихийный митинг рабочих, недовольных снижением заработной платы.

### Преобразование в Концерн «Калашников»

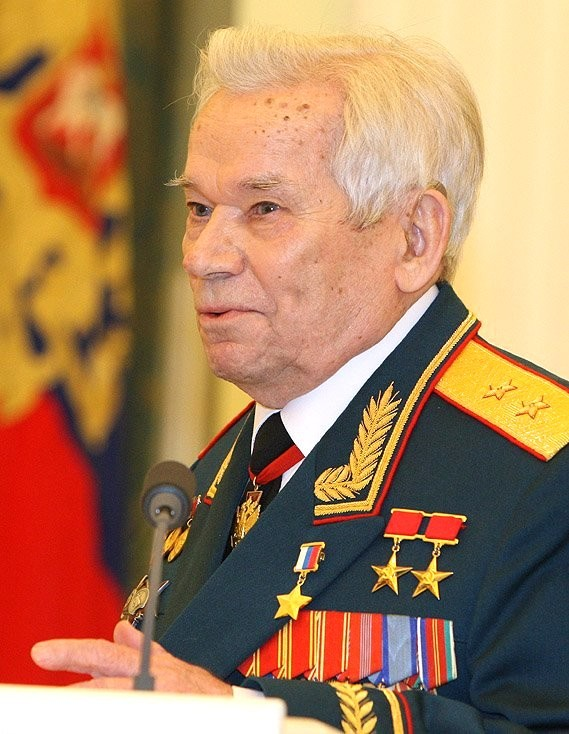
М. Т. Калашников в Кремле в 2009 году

Стела памяти Калашникова М. Т. на территории Концерна Калашников

12 августа 2013 года ОАО «НПО „Ижмаш“» было переименовано в ОАО «Концерн „Калашников“». Инициатором создания Концерна «Калашников» стал Дмитрий Рогозин. Будучи вице-премьером в 2012 году он предложил Президенту России Владимиру Путину поддержать идею об объединении ижевских оружейных предприятий «Ижмаш» и «Ижмех». В сентябре 2013 года было принято решение продать частным инвесторам 49 % акций концерна «Калашников». Контрольный пакет акций (51 %) остался у госкорпорации. Для этого в марте 2014 года была проведена допэмиссия акций на 2,65 млрд рублей. В качестве инвесторов выступили президент и совладелец «Трансмашхолдинга» Андрей Бокарев и гендиректор «Аэроэкспресса», член совета директоров «Трансмашхолдинга» Алексей Криворучко. Сделка по приобретению акций была закрыта 6 мая 2014 года.
30 января 2014 года наблюдательный совет Ростеха утвердил назначение гендиректором концерна «Калашников» его нового акционера Алексея Криворучко. Он приступил к своим обязанностям 31 января 2014 года.
10 сентября 2015 года концерн «Калашников» впервые в истории предприятия зарегистрировал товарные знаки «Калашников/Kalashnikov» в Российской Федерации по основному виду деятельности предприятия — изготовление огнестрельного оружия, боеприпасов и снарядов. Соответствующие свидетельства на товарные знаки выданы Роспатентом.
В 2016 году концерн приобрёл 49 % акций Рыбинской судоверфи, занимающейся выпуском малотоннажных судов длиной до 50 метров, в первую очередь катеров и яхт. Ещё 2 % приобрели частные акционеры.

## Санкции
В июле 2014 года холдинг был включён в санкционный список США и Канады, санкции предусматривали заморозку активов и запрет на проведение транзакций.
25 февраля 2022 года, из-за вторжения России на Украину, «Калашников» был включен в санкционные списки Евросоюза, подразумевающие запрет на поставки товаров и технологии, а также оказание финансовой помощи, в дальнейшем Евросоюз ужесточил санкции, отмечая что вооружение производства «Калашников» применялись вооруженными силами России во время военной агрессии против Украины, таким образом «Калашников» несёт ответственность за материальную или финансовую поддержку действий, которые подрывают или угрожают территориальной целостности, суверенитету и независимости Украины. 21 апреля «Калашников» внесен в санкционные списки Великобритании, предусматривающие заморозку активов,
7 октября — в санкционный список Японии. Также «Калашников» внесен в санкционные списки Швейцарии, Украины, Австралии и Новой Зеландии.

## Деятельность
Генеральный директор концерна «Калашников» Алексей Криворучко рассказал, что на модернизацию предприятий концерна в 2014—2016 годах было инвестировано около 7 млрд рублей. По словам Криворучко, общий объём инвестиций в модернизацию предприятия в 2014—2017 годах составит 10,5 млрд рублей.

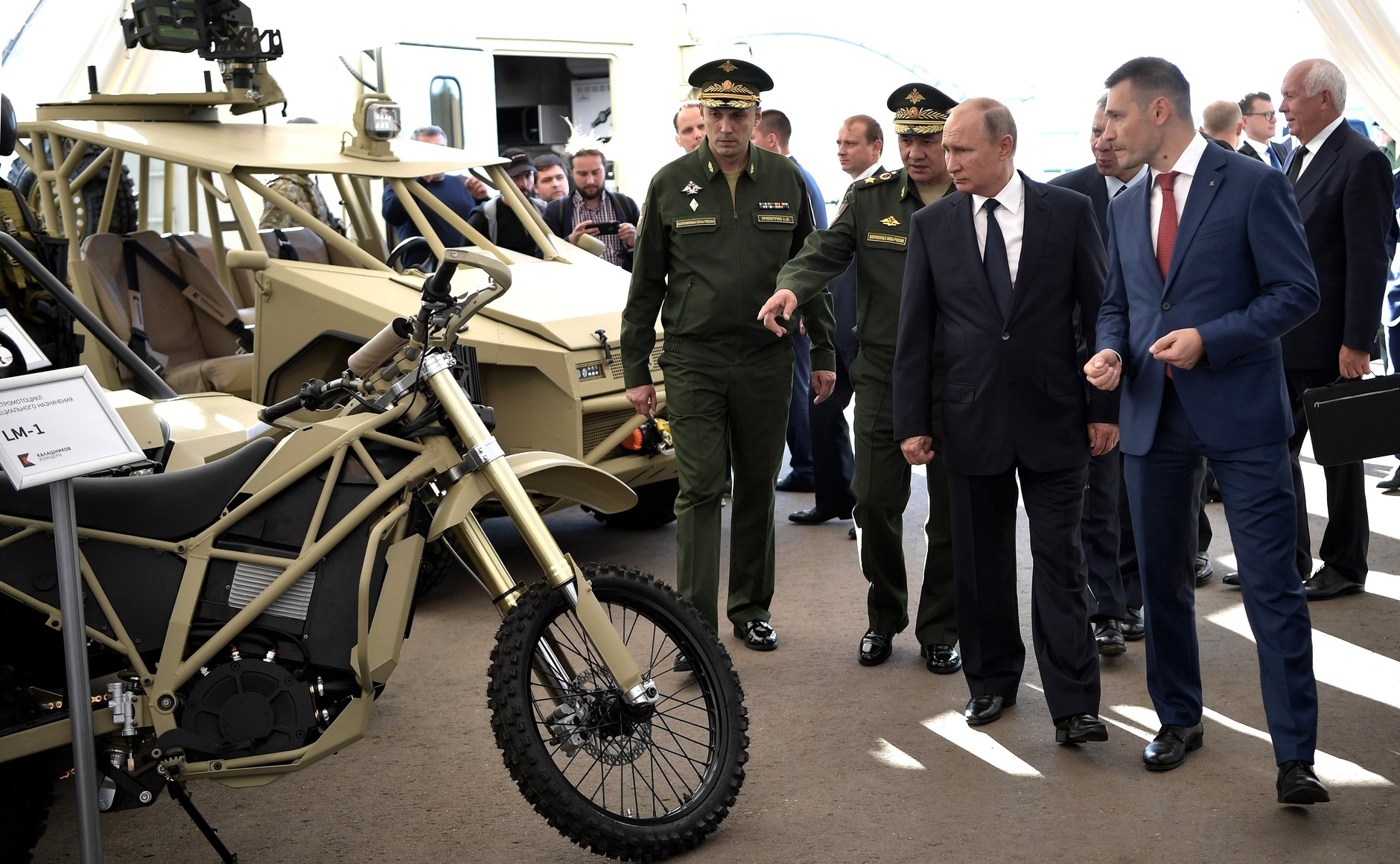
Владимир Путин осматривает экспозицию концерна в парке «Патриот» 19 сентября 2018 года

27 апреля 2016 года концерн «Калашников» открыл после модернизации пять новых производственных объектов и ввёл в эксплуатацию обновлённые цеха и новые корпуса производства стрелкового оружия, спецтехники и инструмента, а также логистического центра и административного комплекса. Площадь новых объектов составила почти 49 тысяч квадратных метров.
В 2016 году концерну вручён главный приз Международного военно-технического форума «Армия-2016» — «за достижения в области развития вооружения, военной и специальной техники, за вклад в подготовку и реализацию форума».
В сентябре 2016 года Президент России Владимир Путин посетил в Ижевске предприятия концерна: осмотрел цех инструментального производства, образцы оружия, побеседовал с коллективом и провёл заседание Военно-промышленной комиссии. Глава государства сравнил обновлённый завод с музеем современного искусства.

### Ребрендинг
2 декабря 2014 года был проведён ребрендинг предприятия, в рамках которого был создан новый корпоративный бренд концерна «Калашников», а также обновлены продуктовые бренды «Калашников», «Байкал» и «Ижмаш».
В 2015 году концерн «Калашников» зарегистрировал товарные знаки «Калашников/Kalashnikov» в Российской Федерации по основному виду деятельности предприятия — изготовление огнестрельного оружия, боеприпасов и снарядов.
В 2016 году работа по защите товарного знака «Калашников» была продолжена на основании договорённости с наследниками М. Т. Калашникова. В 2016 году получена регистрация на макеты оружия, а также на объёмный товарный знак АК 47 в России. В декабре 2016 года концерн «Калашников» зарегистрировал товарные знаки «Калашников/Kalashnikov» и AK 74 в Китае по основному виду деятельности предприятия — изготовление огнестрельного оружия, боеприпасов и снарядов, а также по 28 классу — производство игрушек, в том числе оборудования для страйкбола и пейнтбола.

### Финансовые и производственные показатели
В 2015 году чистая прибыль Концерна «Калашников» составила 2,1 млрд рублей против убытка в размере 340 млн рублей в 2014 году, при этом его выручка возросла до 8,2 млрд рублей.
Прибыль от продаж по итогам 12 месяцев 2015 года составила 1,2 млрд рублей по сравнению с убытком в 144 млн рублей годом ранее. Показатель EBITDA по итогам 2015 года составил 3 млрд рублей, превысив аналогичный показатель 2014 года на 3,1 млрд рублей. В 2015 году рост объёмов производства составил 158 %. При росте численности персонала на 8 % до 5116 человек, рост производительности труда составил 139 %, достигнув показателя в 1,8 млн рублей на одного работающего в год. В 2015 году средняя заработная плата выросла на 21 % до 33,1 тысяч рублей относительно 2014 года.
В 2016 году концерн стал лауреатом национального рейтинга быстрорастущих компаний «ТехУспех-2016».
Портфель экспортных заказов на продукцию концерна «Калашников» по состоянию на 2016 год составлял более 300 млн долларов.
Объём продаж гражданского стрелкового оружия на внутреннем рынке за 11 месяцев 2016 года был увеличен на 29 % по сравнению с 2015 годом. Наиболее востребованными моделями в 2016 году стали 7,62-мм карабин «Тигр», ружьё «Сайга-12» и самозарядный охотничий карабин «Сайга-308».
В 2015 году было открыто 10 фирменных отделов продаж в России, 2016 году — более 20. Также три фирменные бренд-зоны концерна были открыты в странах ближнего зарубежья. В 2016 году были открыты новые рынки сбыта гражданского оружия для спорта и охоты в пяти странах Азиатско-Тихоокеанского региона и Африки.
В 2018 году выручка концерна возросла на 280 % по сравнению с 2017 годом, составив 17,1 млрд рублей.
В августе 2017 года АО «Концерн „Калашников“» получило рейтинговую оценку A(RU) со стабильным прогнозом от рейтингового агентства АКРА. До 2023 года этот рейтинг ежегодно подтверждался, а в июле 2024 был повышен до A+(RU) и затем подтверждён на этом уровне в 2025 году.

### Структура
13 августа 2013 года НПО «Ижмаш» был переименован в АО «Концерн „Калашников“».
АО «Концерн „Калашников“» является головной компанией стрелкового холдинга «Калашников» (входит в ГК «Ростех»), в который входят также:
- ПАО «Ижевский механический завод» (Ижевск, Удмуртская Республика);
- ОАО «Мытищинский машиностроительный завод» (Мытищи, Московская область);
- «Холдинговые компании Рыбинской Верфи» (пос. Судоверфь, Ярославская область);
- АО «Судостроительный завод „Вымпел“» (Рыбинск, Ярославская область);
- Группа компаний Zala Aero c представительствами в Москве и Нижневартовске[72].
- ООО «ТРИАДА-ТКО» (бывшее название Группа 99) находится в Москве.

С мая 2024 года в концерн входит ЛОМО.

### Текущие проекты и перспективные направления
С 2015 года направлениями деятельности концерна являются:
- дистанционно-управляемые боевые модули;
- беспилотные летательные аппараты;
- многофункциональные катера специального назначения[4].

В начале 2015 года «Калашников» купил долю разработчика беспилотных летательных аппаратов (БЛА) Zala Aero. Совместные проекты включают разработку и производство беспилотников, а также мобильных и наземных станций управления. Основными продуктами являются разведывательные беспилотные самолёты, вертолёты и аэростаты для охраны госграниц, разведки и мониторинга.
Осенью 2016 года на военно-техническом форуме «Армия-2016» концерн представил наземную роботизированную систему «Соратник» — гусеничную бронемашину, предназначенную для разведки, огневой поддержки подразделений, патрулирования и охраны территорий и важных объектов, а также разминирования и разграждения. По заданию Министерства обороны была также разработана дистанционно-управляемая платформа с турелью, которая может уничтожать неприятельскую пехоту огём стрелкового оружия.
На дочернем предприятии концерна серийно выпускаются катера двойного назначения: транспортно-десантный катер БК-16, десантно-штурмовая лодка БК-10 и катер огневой поддержки БК-9.
В 2016 году концерн «Калашников» начал серийные поставки транспортно-десантных и штурмовых катеров для подразделений специального назначения Минобороны России.
В 2015 году концерн представил ружьё «Сайга-12» в исполнении 340. В рамках Международного военно-технического форума «Армия-2016» концерн представил опытные образцы снайперских винтовок СВК и ВСВ-338, модернизированный ручной пулемёт РПК-16, прототип нового пистолета Лебедева калибра 9×19 мм, а также опытный образец малогабаритного автомата. Было представлено новое поколение автоматов Калашникова — АК-12 и АК-15, а также модернизированный вариант «сотой серии» автомата Калашникова.
В 2017 году запущено в продажу гладкоствольное самозарядное ружьё 12 калибра «Сайга-12К» (компакт) — укороченная версия популярного гладкоствольного самозарядного ружья «Сайга-12». В продажу также поступили два модернизированных нарезных карабина «Сайга-МК» (калибр 5,45×39 мм) и его укороченная версия.
По итогам участия в форуме «Армия-2016» концерн «Калашников» получил главный приз форума «за достижения в области развития вооружения, военной и специальной техники, а также за вклад в подготовку и реализацию форума».
В августе 2016 года концерн «Калашников» открыл в московском аэропорту Шереметьево первый собственный магазин по продаже одежды и сувениров, а также представил дебютную коллекцию охотничьей одежды под брендом «Baikal» и запустил онлайн-магазин в России.
В сентябре 2017 года концерн представил концепт «летающего автомобиля». В августе 2018 года концерн «Калашников» представил на форуме «Армия-2018» гибридный багги для Минобороны с индексом OV-2.
В марте 2019 года компания Zala Aero, входящая в концерн «Калашников», провела испытания нового беспилотного комплекса, предназначенного для дистанционного обнаружения утечек метана на газопроводах. Новый комплекс создан на базе беспилотного воздушного судна ZALA 421-16E5. Испытания проводились совместно с «Газпромом».
В 2022 году группа компаний «Калашников» в честь празднования «Дня защитника Отечества» начала продажи нового травматического пистолета «Макаров-Pro» под патрон 9 мм РА. PM PRO создан на базе пистолета Макарова и предназначен для самообороны, спорта, тренировочной стрельбы. Пистолет имеет возможность прикрепления дополнительного прицела, крепления выполнены по принципу Glock. Масса PM PRO — 750 грамм, длина — 166 миллиметров, вместимость магазина — восемь патронов.

### Партнёрство
С ноября 2015 года концерн «Калашников» является партнёром Федерации практической стрельбы России и Союза биатлонистов России, с 22 марта 2016 года — с Континентальной стрелковой лигой. 23 октября 2016 года концерн «Калашников» провёл первый матч Kalashnikov Cup. На мероприятии был представлен модернизированный пистолет MP-446C Viking-M.
В конце 2016 года концерн «Калашников» и Федерация военно-тактических игр подписали соглашение о партнёрстве и сотрудничестве в области разработки современных гражданских стрелковых комплексов и оборудования для использования в военно-тактических играх страйкбол, лазертаг и фаертаг.

### Инциденты
- 3 июля 2018 года произошёл пожар в неэксплуатируемом здании главного корпуса бывшего оружейного завода, являющегося федеральным памятником архитектуры[93], в результате которого обрушился шпиль здания[94]. В 1834 году корпус оружейного завода сильно пострадал от пожара — тогда также обрушилась башня. В 1836 году началось восстановление здания, ещё через два года на башню были установлены новые часы-куранты. На протяжении ещё 10 лет здание завода достраивалось и перестраивалось по утверждённым Николаем I чертежам[95]. В 1995 году здание было внесено в перечень объектов исторического и культурного наследия федерального значения[96].

## Продукция

### Высокоточное оружие
- Китолов-2М
- Краснополь

### Дистанционно-управляемые боевые модули
- Боевая автоматизированная система «Соратник»
- Дистанционно-управляемая платформа с турелью

### Военные лодки и катера
- Скоростная десантно-штурмовая лодка БК-9
- Скоростная штурмовая лодка БК-10
- Скоростной транспортно-штурмовой катер БК-16
- Скоростной многоцелевой катер БК-18

### Боевое стрелковое оружие

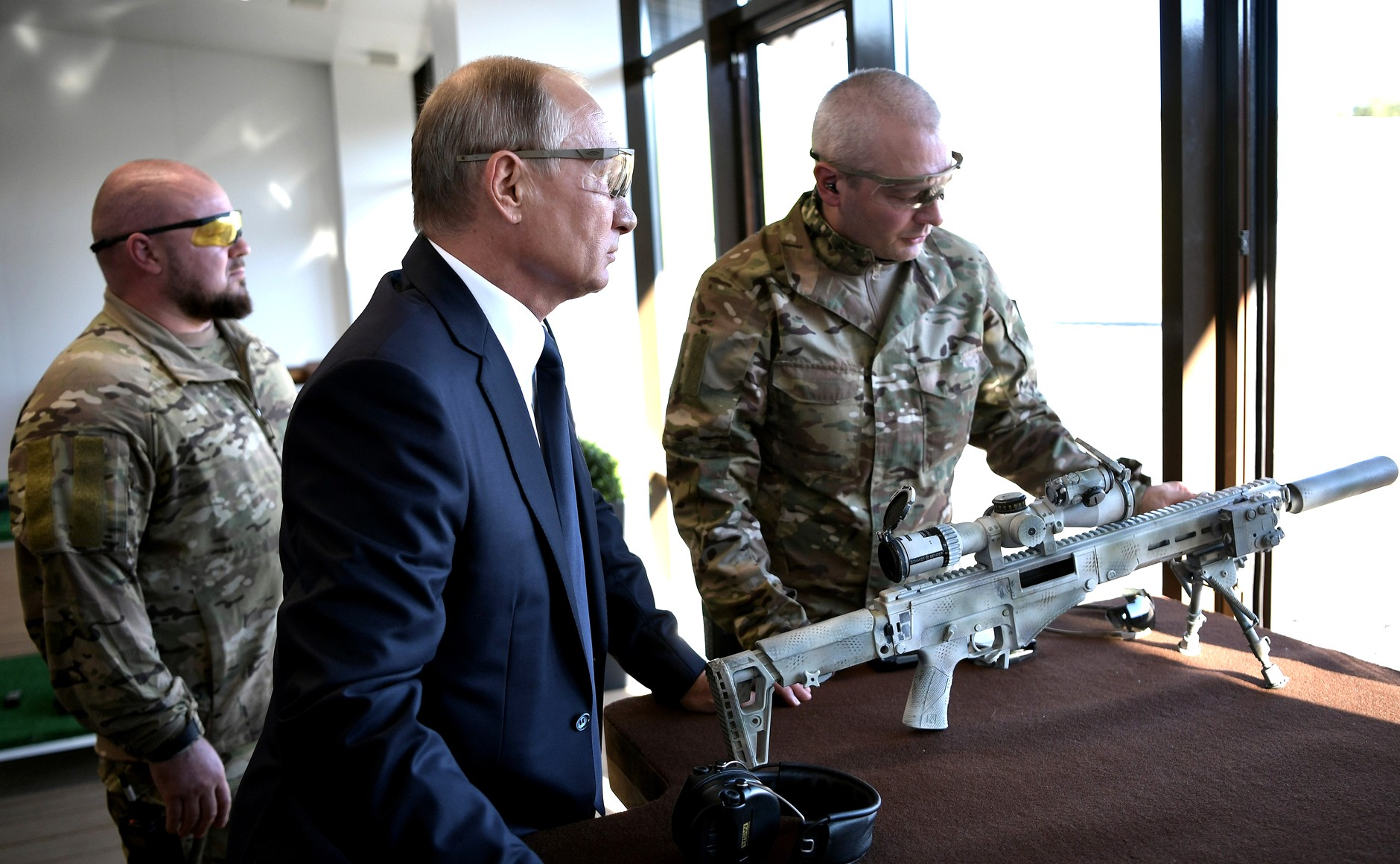
Президент России Владимир Путин с новой винтовкой СВЧ-308. Парк «Патриот», 19 сентября 2018 года

- Автоматы — АКМ, АК-74М, АКС-74, АК-101/103 , АК-102, АК-104, АК-105,АК-107/АК-108, АК-9, АН-94 «Абаканa», АК-12/АК-19, АК-308[97], АМ-17[98]/АМБ-17[99], МА[100].
- Ручной пулемёт — РПК-16[101], РПЛ-20.
- Винтовки снайперские — СВД, СВДС, СВДМ, СВ-98, СВ-99, ВСВ-338[102], СВЧ[103].
- Пистолеты-пулемёты — ПП-19 «Бизон», ПП 19-01 Витязь-СН, «Гепард».
- Самозарядный гладкоствольный карабин — 18,5 КС-К[104].
- Авиационно-пушечное оружие — ГШ-301.
- Подствольный гранатомёт — ГП-34.
- Пистолеты — ПЯ, ПМ, ПММ, ПБ, ПСМ, МР-71, МР-471, МР-472.

### Охотничье оружие
- Самозарядные нарезные карабины: Медведь, Сайга, Тигр, Коршун.
- Магазинные нарезные карабины: Барс, Лось, Соболь, СМ-2КО, БИ-7-2КО.
- Самозарядные гладкоствольные карабины: Сайга-12, Сайга-20, Сайга-410.

### Спортивное оружие
- ЦВ-55 «Зенит» — произвольная винтовка калибра 7,62 мм
- «Биатлон-7-2», «Биатлон-7-3», «Биатлон-7-4» в различных исполнениях
- Рекорд, «Рекорд-CISM»
- СМ-2
- «Урал-5-1», «Урал-6-2» — семейство малокалиберных винтовок
- ружьё «Сайга-12» исп. 340 для практической стрельбы
- карабин «Kalashnikov SR1» для практической стрельбы[105]
- Сайга-9 ЛОТ Яровит — спортивный вариант карабина Сайга 9х19
- Сайга-223 ЛОТ Сварог — спортивный вариант карабина Сайга-МК

### Пневматическое оружие и макеты
- Пневматические газобаллонные винтовки «Юнкер»
- Пневматическая газобаллонная винтовка Би-7-5 для тренировок биатлонистов
- Электропневматическая винтовка ВП-АК (АК-74М версия airsoft)
- Макеты массо-габаритные (ММГ): АК74, АК74М, АКС74, АК103, АК104, АК105, СВД, СВДС, ПП-19-01, ПМ, МР-446.

### Средства технического обслуживания и ремонта управляемого вооружения
- Средства технического обслуживания и ремонта управляемого вооружения (СТОР)
- Контрольно-проверочные машины (КПМ)
- Машины технического обслуживания (МТО) и контрольно-ремонтные автомобильные станции (КРАС)
- Автоматизированные контрольно-испытательные подвижные станции (АКИПС)
- Машины хранения и перевозки запасных частей (МЗИП)
- Юстировочные машины (МЮ)

### Прочие
- Станки токарные, токарно-винторезные универсальные
- Режущий инструмент и оснастка
- ZALA VTOL — беспилотный летательный аппарат, конвертоплан.
- Электромобиль UV-4 (Иж Овум)[106][107].

## Знаки отличия и государственные награды
- 18 января 1942 года завод награждён орденом Ленина (Указом Президиума Верховного Совета СССР, завод № 74, за образцовое выполнение заданий по производству и освоению новых видов вооружения)[44].
- 20 октября 1944 года — орденом Красного Знамени (Указом Президиума Верховного Совета СССР, завод № 74, за заслуги в деле организации производства стрелкового вооружения и за создание новых образцов стрелкового и авиационного вооружения)[44].
- 1 июля 1957 года в знак высокой признательности за заслуги в ознаменование своего 150-летия завод был награждён орденом Трудового Красного Знамени[45].
- В 1970 году завод был награждён орденом Октябрьской революции[45].
- В 2007 году к 200-летию завода Патриарх Московский и Всея Руси Алексий II вручил коллективу «Ижмаша» Орден Святого благоверного великого князя Димитрия Донского II степени[108].
- В 2014 году концерн «Калашников» удостоен награды «Гордость Отечества»[109].
- 22 июня 2015 года продукция концерна «Калашников» была отмечена почётными дипломами Министерства обороны Российской Федерации в номинации «Стрелковое оружие и средства ближнего боя» и «Беспилотные летательные аппараты и комплексы».
- В 2024 году коллектив концерна «Калашников» награждён указом Президента Российской Федерации орденом «За доблестный труд», за выдающиеся заслуги в укреплении и развитии экономического, научного и оборонного потенциала Российской Федерации[110].

## Известные личности, связанные с предприятием
- Белобородов, Иван Фёдорович (1909—1985) — советский русский инженер-механик, директор предприятия с 1956 по 1980 гг. Дважды Герой Социалистического Труда (1966, 1979).
- Калашников, Михаил Тимофеевич (1919—2013) — советский русский инженер-конструктор стрелкового оружия, доктор технических наук (1971), генерал-лейтенант (1999), создатель всемирно известного автомата Калашникова (АК). Герой Российской Федерации (2009). Дважды Герой Социалистического Труда (1958, 1976). Лауреат Ленинской премии (1964) и Сталинской премии первой степени (1949). Член Союза писателей России. Депутат Совета Союза Верховного Совета СССР III—IV (1950—1958) и VII—XI (1966—1989) созывов.
- Тарасов, Василий Семёнович (1923—2001) — советский и российский инженер-металлург, директор предприятия с 1980 по 1987 гг. Герой Социалистического Труда (1971), лауреат Государственной премии СССР (1974), лауреат премии Совета Министров СССР (1979).
- Ионов, Виктор Петрович (род. 1934) — видный советский инженер-оружейник, организатор промышленного производства, Герой Социалистического Труда.
- Новиков, Владимир Николаевич (1907—2000) — видный советский организатор промышленного производства, Герой Социалистического Труда.
- Гордеев, Борис Степанович (1922—1984) — советский государственный деятель, Герой Социалистического Труда (1982).
- Палладин, Николай Иванович (1908—1992) — видный советский организатор промышленного производства, Герой Социалистического Труда (1966), лауреат Государственной премии СССР (1946).
- Сысоев, Пётр Александрович (1911—1991) — видный советский организатор промышленного производства, Герой Социалистического Труда.
- Фомин, Василий Иванович (1899—1960) — советский военный инженер-конструктор, видный советский организатор промышленного производства, Герой Социалистического Труда.

## Руководство
- Владимир Гродецкий — 1996—2011
- Максим Кузюк — 2011—2012
- Александр Косов — 2012—2013
- Константин Бусыгин — 2013—2014
- Алексей Криворучко — 2014—2018
- Владимир Дмитриев — 2018—2019
- Дмитрий Тарасов — 2019—2021
- Владимир Лепин — 2021[111]
- Лушников Алан Валерьевич — 2021-по н.в

## Владельцы
В 2020 году АО «Концерн „Калашников“» был выкуплен экс-замминистром транспорта РФ Аланом Лушниковым, который приобрёл 75 % акций у замминистра обороны Алексей Криворучко.